# Sky Kid
Sky Kid (スカイキッド Sukai Kiddō?) es un videojuego de tipo scrolling shooter con desplazamiento horizontal que fue publicado por Namco en diciembre de 1985, originalmente como arcade. Funciona sobre el hardware Namco Pac-Land pero con un sistema de vídeo como el utilizado en Dragon Buster. Es el primer juego de Namco en permitir dos jugadores simultáneamente. Sky Kid fue más tarde convertido para la videoconsola Famicom, llegando a la NES americana bajo distribución de Sunsoft. Tanto esta versión como la versión original de arcade aparecieron posteriormente en el servicio de la Consola Virtual de Nintendo. También fue editado para teléfonos móviles, en su versión Deluxe.